# Twierdzenie Lebesgue’a o zbieżności monotonicznej

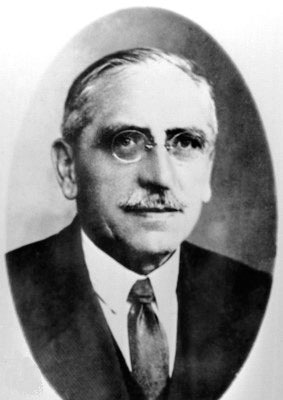
Henri Lebesgue

Twierdzenie Lebesgue’a o zbieżności monotonicznej – twierdzenie w analizie i teorii miary stwierdzające, że całka Lebesgue'a funkcji będącej punktową granicą niemalejącego ciągu nieujemnych funkcji mierzalnych jest granicą ciągu całek z tych funkcji. 
Nazwa twierdzenia została wprowadzona dla uhonorowania francuskiego matematyka Henri Lebesgue’a.

## Twierdzenie
Załóżmy że:
(a) {\displaystyle (X,{\mathcal {F}},\mu )} jest przestrzenią mierzalną z miarą,
(b) {\displaystyle f_{n}\colon X\longrightarrow \mathbb {R} } (dla {\displaystyle n\in \mathbb {N} }) jest ciągiem funkcji mierzalnych,
(c) {\displaystyle 0\leqslant f_{1}(x)\leqslant f_{2}(x)\leqslant f_{3}(x)\leqslant \ldots } dla każdego {\displaystyle x\in X,}
(d) funkcja {\displaystyle f\colon X\longrightarrow \mathbb {R} } jest zdefiniowana jako granica
{\displaystyle f(x)=\lim _{n\to \infty }f_{n}(x)} dla {\displaystyle x\in X.}
Wówczas funkcja {\displaystyle f} jest mierzalna, ponadto {\displaystyle \int f\ d\mu =\lim _{n\to \infty }\int f_{n}\ d\mu .}
Powyższe twierdzenie dopuszcza przypadek, w którym funkcje {\displaystyle f_{n}} oraz {\displaystyle f} przyjmują wartość {\displaystyle \infty }, jak również przypadek, gdy granica całek jest nieskończona. Twierdzenie często formułuje się tak, że w (c) i (d) jest wymagana zbieżność prawie wszędzie, a nie dla każdego {\displaystyle x.}

## Szkic dowodu
Mierzalność funkcji granicznej jest zwykle dowodzona osobno; wynika ona z faktu, że granica zbieżnego ciągu funkcji mierzalnych jest mierzalna. Załóżmy więc, że są spełnione warunki (a)-(d). Jak wspomnieliśmy, {\displaystyle f} jest mierzalna. Ponieważ ciąg {\displaystyle \left(\int f_{n}d\mu \right)_{n\in \mathbb {N} }} jest monotonicznie niemalejący (na mocy założenia (c)), więc jest on zbieżny, być może do granicy nieskończonej. Niech {\displaystyle C=\lim _{n\to \infty }\int f_{n}\ d\mu .}
Przypuśćmy, że {\displaystyle h\colon X\longrightarrow \mathbb {R} } jest całkowalną funkcją prostą taką, że {\displaystyle 0\leqslant h\leqslant f.} Ustalmy na jakiś czas liczbę {\displaystyle \alpha \in (0,1).} Dla liczby naturalnej {\displaystyle n\in \mathbb {N} } połóżmy
{\displaystyle A_{n}=\{x\in X:\alpha \cdot h(x)\leqslant f_{n}(x)\}.}
Oczywiście, {\displaystyle A_{n}\in {\mathcal {F}}} (jako że zarówno {\displaystyle f_{n},} jak i {\displaystyle h} są mierzalne) oraz {\displaystyle A_{n}\subseteq A_{n+1}} (używamy tu założenia (c)). Ponieważ {\displaystyle \alpha \cdot h(x)<f(x)} ilekroć {\displaystyle f(x)>0,} to używając założenia (d) widzimy, że {\displaystyle X=\bigcup \limits _{n=1}^{\infty }A_{n}.} Zauważmy, że
(i) {\displaystyle {}\quad \alpha \cdot \int \limits _{A_{n}}h\ d\mu \leqslant \int \limits _{A_{n}}f_{n}\ d\mu \leqslant \int f_{n}\ d\mu .}
Następnie, pamiętając że {\displaystyle h} jest funkcją prostą, sprawdza się że
(ii) {\displaystyle {}\quad \lim _{n\to \infty }\int \limits _{A_{n}}h\ d\mu =\int \limits _{\bigcup _{n=1}^{\infty }A_{n}}h\ d\mu =\int h\ d\mu .}
Przechodząc z {\displaystyle n} do granicy w (i) i używając (ii), otrzymujemy
{\displaystyle \alpha \cdot \int h\ d\mu \leqslant C.}
Ponieważ powyższa nierówność zachodzi dla każdej liczby {\displaystyle \alpha \in (0,1),} to otrzymujemy iż {\displaystyle \int h\ d\mu \leqslant C=\lim _{n\to \infty }\int f_{n}\ d\mu .}
Tak więc wykazaliśmy, że dla każdej funkcji prostej {\displaystyle h} spełniającej nierówności {\displaystyle 0\leqslant h\leqslant f,} mamy, że {\displaystyle \int h\ d\mu \leqslant C,} a więc funkcja {\displaystyle f} spełnia {\displaystyle \int f\ d\mu \leqslant C.} (Czytelnik może zechcieć skonsultować ten wniosek z definicją funkcji całki Lebesgue'a z funkcji mierzalnej nieujemnej.) Ponieważ jednocześnie {\displaystyle \int f_{n}\ d\mu \leqslant \int f\ d\mu } (jako że {\displaystyle f_{n}\leqslant f}), to mamy też
{\displaystyle \int f\ d\mu =C=\lim _{n\to \infty }\int f_{n}\ d\mu .}

## Zastosowania
- Twierdzenie o zbieżności monotonicznej jest używane w niektórych dowodach lematu Fatou.
- Jest ono również używane (przy odpowiednich założeniach o funkcjach {\displaystyle f_{1},f_{2},\dots }) do całkowań nieujemnych szeregów funkcyjnych:

{\displaystyle \sum _{n}\int f_{n}\;d\mu =\int \;\sum _{n}f_{n}\;d\mu .}